# Mühlberg (Drei Gleichen)
Mühlberg è una frazione del comune tedesco di Drei Gleichen, in Turingia.

## Storia
Mühlberg fu nominata per la prima volta nel 704.

Costituì un comune autonomo fino al 1º gennaio 2009.